# Secretaría de Cultura (Argentina)
La Secretaría de Cultura es una secretaría presidencial dependiente del Poder Ejecutivo Nacional.Durante varios períodos (1983-2001, 2001-2014, 2018-2019) fue una secretaría que integraba el Ministerio de Educación. En otros períodos fue Ministerio de Cultura (1973, 1981, 2014-2018, 2019-2023).

## Historia
Por decreto n.º22 del 22 de diciembre de 1981 del presidente  Leopoldo Fortunato Galtieri, se modificó el gabinete; y se creó en el ámbito de la Presidencia de la Nación la Secretaría de Cultura.
A partir del 10 de diciembre de 1983, la secretaría pasó a depender del Ministerio de Educación y Justicia (decreto n.º15 del presidente Raúl Ricardo Alfonsín). El 14 de marzo de 1990 fue reducida a subsecretaría, por decreto n.º479 del presidente Carlos Saúl Menem.
Por ley n.º 23 930, sancionada el 18 de abril de 1991 y promulgada el 22 del mismo mes y año, se constituyó el Ministerio de Cultura y Educación.
A través de la ley n.º 25 233, sancionada y promulgada el 10 de diciembre de 1999, el ministerio de Educación y Cultura pasó a denominarse nuevamente «Ministerio de Educación» y el área de cultura volvió a secretaría.
Por decreto n.º 355 del 21 de febrero de 2002 del presidente Eduardo Duhalde, la secretaría pasó a la órbita de la Presidencia.
El 10 de diciembre de 2015 se re-estableció el Ministerio de Cultura, por decreto n.º 13 del presidente Mauricio Macri. En 2018 fue reducido a secretaría nuevamente y el 10 de diciembre de 2019 el presidente Alberto Fernández recuperó el ministerio (decreto n.º 7).
En diciembre de 2023, el Ministerio de Cultura fue degradado a Secretaría dependiente del recientemente creado Ministerio de Capital Humano, por decreto del presidente Javier Milei. En noviembre de 2024, se le dio grado de secretaría dependiente del Poder Ejecutivo Nacional, dejando de formar parte del ámbito de Capital Humano.

## Atribuciones
Según la ley de ministerios, la secretaría está encargada «Promover y difundir el desarrollo de actividades económicas asociadas con la cultura».
- Ejecutar los planes, programas y proyectos del área de nuestra competencia, elaborados conforme a las directivas que imparte el Poder Ejecutivo Nacional.
- Entender en la formulación y ejecución de políticas que estimulen y favorezcan la expresión cultural en todas sus formas.
- Promover políticas de participación institucional que fortalezcan la identidad cultural nacional.
- Implementar la difusión de los hechos culturales dentro y fuera del país.
- Promover y difundir el desarrollo de actividades económicas asociadas con la cultura.
- Planificar políticas de financiamiento de la actividad cultural junto con el sector privado y organizaciones de la sociedad civil.
- Establecer las políticas que rigen a los organismos que dependen del Ministerio y supervisar a los entes descentralizados del área.
- Dirigir las políticas de conservación, resguardo y acrecentamiento del Patrimonio Cultural de la Nación.
- Promover políticas de integración e intercambio cultural entre las jurisdicciones del país y hacia el exterior.

## Centros Culturales
A cargo directo de la Secretaría se encuentran varias instituciones, centros culturales y museos. La lista en la Ciudad de Buenos Aires incluye:
- Casa Central de la Cultura Popular (Av. Iriarte 3500, Ciudad de Buenos Aires)
- Casa Nacional del Bicentenario (Riobamba 985, Ciudad de Buenos Aires)
- Complejo Histórico Cultural Manzana de las Luces (Perú 222, Ciudad de Buenos Aires)
- Museo del Libro y de la Lengua (Av. Las Heras 2555, Ciudad de Buenos Aires)
- Museo Evita (Lafinur 2988, Ciudad de Buenos Aires)
- Museo Histórico Nacional (Defensa 1600, Ciudad de Buenos Aires)
- Museo Nacional del Hombre (3 de febrero de 1370/78, Ciudad de Buenos Aires)
- Museo Histórico Nacional del Cabildo y de la Revolución de Mayo (Bolívar 65, Ciudad de Buenos Aires)
- Museo Histórico Sarmiento (Juramento 2180, Ciudad de Buenos Aires)
- Museo Malvinas e Islas del Atlántico Sur (Av. del Libertador 8151, Ciudad de Buenos Aires)
- Museo Mitre (San Martín 336, Ciudad de Buenos Aires)
- Museo Nacional de Arte Decorativo (Av. del Libertador 1902, Ciudad de Buenos Aires)
- Museo Nacional de Arte Oriental (Viamonte 525, Ciudad de Buenos Aires)
- Museo Nacional de Bellas Artes (Av. del Libertador 1473, Ciudad de Buenos Aires)
- Museo Nacional de la Historia del Traje (Chile 832, Ciudad de Buenos Aires)
- Museo Nacional del Grabado (Agüero 2502, Ciudad de Buenos Aires)
- Museo Roca - Instituto de Investigaciones Históricas (Vicente López 2220, Ciudad de Buenos Aires)
- Museo Casa de Yrurtia (O'Higgins 2390, Ciudad de Buenos Aires)
- Palacio Nacional de las Artes (ex Palais de Glace) (Posadas 1725, Ciudad de Buenos Aires)

En la provincia de Buenos Aires:
- Museo Nacional Casa del Acuerdo (De la Nación 143, San Nicolás de los Arroyos)

En la provincia de Córdoba:
- Estancia Jesuítica Jesús María (Pedro de Oñate S/N, Jesús María)
- Museo Nacional Estancia Jesuítica de Alta Gracia y Casa del Virrey Liniers (Av. Padre Viera 41, Alta Gracia)

En la provincia de Entre Ríos:
- Palacio San José (km 128, Ruta Provincial 39, Concepción del Uruguay)

En la provincia de Jujuy:
- Museo Nacional Terry (Rivadavia 352, Tilcara)

En la provincia de Salta: 
- Museo Histórico del Norte (Caseros 549, Salta)

En la provincia de San Juan:
- Casa Natal de Domingo Faustino Sarmiento (Sarmiento 21, San Juan)

## Estructura
La última estructura jerárquica que tuvo fue la siguiente:
- Secretaría de Gobierno de Cultura
  - Coordinación de Gestión Documental
    - Supervisión Contable Operativa

  - Dirección de Planificación
  - Dirección General de Prensa y Comunicación
  - Dirección Nacional de Organismos Estables
    - Coro Nacional de Jóvenes: Sin designar
    - Coro Nacional de Niños: Sin designar
    - Coro Polifónico Nacional: Sin designar
    - Orquesta Nacional de Música Argentina "Juan de Dios Filiberto": Sin designar
    - Orquesta Sinfónica Nacional: Sin designar
    - Banda Sinfónica Nacional de Ciegos "Pascual Grisolia": Sin designar
    - Coro Polifónico Nacional de Ciegos "Carlos Roberto Larrimbe": Sin designar'
    - Compañía Nacional de Danza Contemporánea
    - Ballet Folklórico Nacional: Sin designar

  - Subsecretaría de Coordinación Administrativa
    - Coordinación de Gestión Documental
    - Dirección de Sistemas
    - Dirección de Sumarios
    - Dirección General de Administración Financiera
      - Coordinación de Gestión Operativa
      - Dirección de Compras y Contrataciones
      - Dirección de Presupuesto y Contabilidad

    - Dirección General de Recursos Humanos
    - Dirección General de Asuntos Jurídicos
      - Coordinación de Asuntos Legales
      - Dirección de Asuntos Contenciosos
      - Dirección de Dictámenes y Asesoramiento Legal

  - Secretaría de Patrimonio Cultural
    - Instituto Nacional de Musicología
    - Instituto Nacional de Antropología y Pensamiento Latinoamericano
    - Instituto Nacional de Estudios de Teatro
    - Dirección de Asistencia Normativa de Museos
    - Casa Nacional del Bicentenario
    - Palacio Nacional de las Artes
    - Dirección Nacional de Bienes y Sitios Culturales
    - Dirección Nacional de Museos
      - Coordinación Operativa de Museos
      - Coordinación de Planificación Museológica

    - Dirección Nacional de Gestión Patrimonial
      - Coordinación de Institutos Nacionales
      - Coordinación de Investigación Cultural

  - Secretaría de Cultura y Creatividad
    - Coordinación de Control de Gestión y Seguimiento: Sin designar
    - Dirección Nacional de Formación Cultural
    - Dirección Nacional de Diversidad y Cultura Comunitaria
      - Coordinación de Orquestas Infantiles
      - Dirección de Programas Socioculturales

    - Dirección Nacional de Innovación Cultural
    - Dirección Nacional de Economía Creativa
    - Dirección Artística
    - Delegación de Gestión Administrativa y Jurídica

  - Secretaría de Coordinación de Gestión Cultural
    - Dirección de Coordinación de Gestión
    - Dirección de Organismos Descentralizados
    - Dirección Nacional de Integración Federal y Cooperación Internacional
      - Dirección de Coordinación Federal
      - Dirección de Relaciones Institucionales
      - Dirección de Cooperación Internacional: Sin designar

    - Dirección Nacional de Proyectos Estratégicos
      - Coordinación de Promoción y Difusión de Artes Escénicas: Sin designar
      - Coordinación de Promoción y Difusión de la Literatura: Sin designar
      - Coordinación de Promoción y Difusión de la Música

### Organismos descentralizados
- Museo Nacional de Bellas Artes
- Comisión Nacional de Monumentos, de Lugares y de Bienes Históricos
- Instituto Nacional Sanmartiniano
- Instituto Nacional Yrigoyeneano
- Instituto Nacional de Investigaciones Históricas Juan Manuel de Rosas
- Instituto Nacional Belgraniano
- Instituto Nacional Browniano
- Instituto Nacional Newberiano
- Comisión Nacional Protectora de Bibliotecas Populares
- Instituto Nacional de Investigaciones Históricas Eva Perón
- Casa Creativa del Sur

## Nómina de secretarios[13]
| N.º | Secretario                    | Partido | Partido               | Periodo                                           | Presidente                                     |
| --- | ----------------------------- | ------- | --------------------- | ------------------------------------------------- | ---------------------------------------------- |
| 1   | Carlos Gorostiza              |         | Independiente         | 10 de diciembre de 1983 - 4 de febrero de 1986    | Raúl Alfonsín                                  |
| 2   | Marcos Aguinis                |         | Independiente         | 4 de febrero de 1986 - 21 de enero de 1987        | Raúl Alfonsín                                  |
| 3   | Carlos Bastianes              |         | Independiente         | 21 de enero de 1987 - 7 de julio de 1989          | Raúl Alfonsín                                  |
| 4   | Julio Bárbaro                 |         | Partido Justicialista | 8 de julio de 1989 - 18 de marzo de 1991          | Carlos Menem                                   |
| 5   | José María Castiñeira de Dios |         | Independiente         | 20 de septiembre de 1991 - 16 de junio de 1994    | Carlos Menem                                   |
| 6   | Jorge Asís                    |         | Partido Justicialista | 16 de junio de 1994 - 10 de julio de 1994         | Carlos Menem                                   |
| 7   | Pacho O'Donnell               |         | Partido Justicialista | 10 de julio de 1994 - 10 de abril de 1997         | Carlos Menem                                   |
| 8   | Beatriz Gutiérrez Walker      |         | Independiente         | 10 de abril de 1997 - 9 de diciembre de 1999      | Carlos Menem                                   |
| 9   | Darío Lopérfido               |         | Unión Cívica Radical  | 15 de diciembre de 1999 - 20 de diciembre de 2001 | Fernando De la Rúa                             |
| 10  | María del Valle Fernández     |         | Independiente         | 23 de diciembre de 2001 - 31 de diciembre de 2001 | Adolfo Rodríguez Saá                           |
| 11  | Rubén Stella                  |         | Independiente         | 2 de enero de 2002 - 25 de mayo de 2003           | Eduardo Duhalde                                |
| 11  | Torcuato Di Tella             |         | Independiente         | 25 de mayo de 2003 - 25 de noviembre de 2004      | Néstor Kirchner                                |
| 13  | José Nun                      |         | Independiente         | 25 de noviembre de 2004 - 7 de julio de 2009      | Néstor Kirchner Cristina Fernández de Kirchner |
| 14  | Jorge Coscia                  |         | Partido Justicialista | 8 de julio de 2009 - 7 de mayo de 2014            | Cristina Fernández de Kirchner                 |
| 15  | Pablo Avelluto                |         | Propuesta Republicana | 6 de septiembre de 2018 - 10 de diciembre de 2019 | Mauricio Macri                                 |
| 16  | Leonardo Cifelli              |         | La Libertad Avanza    | 10 de diciembre de 2023 - presente                | Javier Milei                                   |